# Pièce de 2 francs Semeuse (1979)
Pour les articles homonymes, voir 2 francs.
La deux francs Semeuse est issue du type créé en 1897 par Oscar Roty pour des pièces en argent. Il a ensuite été réutilisé sur des pièces lors du passage au nouveau franc, d'où la création d'abord d'un essai (1959), puis, à partir de 1977, d'une version modernisée qui a conduit à l'émission d'une pièce courante à compter de 1979.

## Frappes courantes
| millésime | numéro catalogue | tirage      | remarques                                                                                                   |
| --------- | ---------------- | ----------- | --- |
| 1959      | ?                | 21          | essai en nickel avec un petit 2 sur le modèle de Roty restauré                                              |
| 1977      | F.272/1          | 253         | pré-série définitive sans différent (7,5 g)                                                                 |
| 1978      | F.272/2          | 6 000       | essai |
| 1979      | F.272/3          | 130 000 000 | |
| 1980      | F.272/4          | 99 950 000  | |
| 1981      | F.272/5          | 119 974 000 | |
| 1982      | F.272/6          | 89 975 000  | |
| 1983      | F.272/7          | 89 986 000  | |
| 1984      | F.272/8          | 36 500      | |
| 1985      | F.272/9          | 7 500       | |
| 1986      | F.272/10         | 15 000      | uniquement Fleur de coin et BU                                                                              |
| 1987      | F.272/11         | 81 000      | |
| 1988      | F.272/12         | 85 000      | |
| 1989      | F.272/13         | 83 000      | |
| 1990      | F.272/14         | 5 000       | |
| 1991      | F.272/15         | 2 511       | frappe monnaie                                                                                              |
| 1991      | F.272/16         | 2 500       | frappe médaille                                                                                             |
| 1992      | F.272/17         | 65 011      | |
| 1992      | F.272/18         | 2 698       | frappe médaille                                                                                             |
| 1993      | F.272/19         | 20 011      | |
| 1993      | F.272/20         | 3 095       | |
| 1994      | F.272/21         | 9 970 111   | différent de droite dauphin                                                                                 |
| 1994      | F.272/22         | 3 707       | À partir de cette émission, le différent de droite est une abeille et remplace le dauphin. Uniquement en BU |
| 1995      | F.272/23         | 15 011      | |
| 1996      | F.272/24         | 11 980 018  | |
| 1997      | F.272/25         | 11 975 000  | |
| 1998      | F.272/26         | 45 025 000  | |
| 1999      | F.272/27         | 10 000 000  | |
| 2000      | F.272/28         | 25 100 013  | |
| 2001      | F.272/29         | 125 000     | le différent de droite est un fer à cheval et remplace l'abeille                                            |

## Frappes commémoratives
| millésime | numéro catalogue | tirage     | remarques                    |
| --------- | ---------------- | ---------- | ---------------------------- |
| 1993      | F.273            | 30 000 000 | Deux francs Jean Moulin      |
| 1995      | F.274            | 9 975 000  | Deux francs Louis Pasteur    |
| 1997      | F.275            | 2 000 013  | Deux francs Georges Guynemer |
| 1998      | F.276            | 4 997 513  | Deux francs René Cassin      |

## Sources
- René Houyez, Valeur des Monnaies de France, éditions GARCEN
- Compagnie Générale de Bourse